# Українська Громада в Парижі
Українська Громада в Парижі (фр. Cercle des Ukrainiens à Paris) — перша українська організація в Парижі, створена 1908 року політичними емігрантами з Наддніпрянщини (по революції 1905 року) і студентами з Галичини. У 1910 році Громада мала 120 членів, хор, організувала курси української мови, видавала інформативні брошури про Україну. Серед діячів Громади були: Ярослав Федорчук, М. Паращук, Володимир Винниченко, О. Коваленко, Євген (Бачинський), Михайло Рудницький, Микола Касперович, Евген Любарський-Письменний та інші. Громада перестала діяти з початком Першої світової війни 1914 року.